# 吉川貴司
吉川 貴司（よしかわ たかし、1982年1月14日 - ）は、福岡県古賀市出身のローカルタレント。

## 人物
- 中学時代は生徒会長だった。高校時代はバレーボール部のキャプテンだった。
- 古賀市が生んだスター！「北中の星」と呼ばれることもある。

- 無駄に濃い顔立ちから、大学時代にモデル事務所に在籍。テレビ西日本の深夜番組ピィース!でデビュー。

- その後フリーとなり、TNCぐるぐるアース、TVQばりすごボイガーなどに出演。福岡を拠点にイベント司会など幅広く活動中。

- RKBフェイスではタレントとして今までになかった才能がついに開花！ひとりパニック芸を会得。

- 「フェイス」の共演者であるスザンヌからは大変絡みづらいといじられ「一緒ロケをしていて、唯一わたしがしっかりしなくちゃと思う人物」と評されるほど
- アドリブや無茶振りをされるとパニックを引き起こす。そこが売り！らしい…
- お化けは苦手らしい。
- 「どんな過酷なロケでも、ケガをしない！」
- モノマネのレパートリーには、「藤岡弘、」「高嶋政伸」「川平慈英」などがある。

- 社会人ソフトバレーボールプレーヤーとしても活躍。

- 北九州発祥のラーメン店である「むらた亭」の古賀店を2014年9月18日にオープンした[1][2]。

## 逸話
以下は「フェイス」出演中の逸話
- 西表島に行き、巨大なハチ数匹に刺され、のたうち回る姿が公開された。わずか5分で復活。
- 西表島に行き、巨大なヘビの横に寝そべって、大きさを比較させた。
- 西表島に行き、ハブらしきヘビを見つけ、尻尾タッチを果敢に試みた。（ハブじゃなかった）
- 石垣島に行き、巨大なウツボと格闘、初挑戦ながら水深8mを素潜りし、とどめを刺した。
- 石垣島に行き、水深８ｍ地点でウミヘビを発見。素潜りで追いかけ、素手でわしづかみにして浮上し、現地ガイドから「勇気あるなぁ～」と言われた。

- 石垣島に行き、夜の撮影に使うライトを６つ預けられたが、全部忘れて真っ暗な中で声だけ出演した。
- スザンヌが見ている目の前でピンマイクと共に冬の海に転落。おぼれかけたが救助され、わずか15分で復活。「仕事をしない」と共演者たちから責められる。
- 山中湖で白鳥2羽から噛まれた。無傷だった。
- 富士山の樹海の地下にある風穴での撮影中、バッテリーライトが突然消えていく怪奇ハプニングが起きた。びびったディレクターとともにすばやく立ち去った。

- スザンヌが唯一、頭を叩いて突っ込める人物と豪語。いい音でしばかれ続けた。

## 現在・過去の出演番組
- ピィース!（テレビ西日本）
- フェイス（RKB毎日放送）
- 探検九州（RKB毎日放送）
- ぐるぐるアース VTRリポーター（テレビ西日本）
- ばりすごMAX（TVQ九州放送）
- ばりすご☆ボイガー7（TVQ九州放送）
- AI VISION TV らんちゅう（テレビ西日本）
- FBS金曜トレビアン（福岡放送）
- 豆ごはん。（RKB毎日放送）
- ももち浜ストア 夕方版→ももち浜S 特報ライブ（テレビ西日本）- ももスポ（スポーツコーナー）担当
- ハチナビプラス（テレビ西日本）
- 福岡NEWSファイル CUBE（テレビ西日本）
- わがまま!気まま!旅気分（フジテレビ系列）
- ミラクルヴィーナス（テレビ西日本）- パチンコ・スロット実践ロケ担当
- ゴリパラ見聞録（テレビ西日本）※2015年3月6日のみ
- 愛しとーと❤セラミドでうるおい！若見えチャレンジ（ＵＨＦ局各局）

　コラーゲンゼリーうるおい宣言セラミドプラス・リポーター
　前半で、吉川貴司とテロップが表示されている。体験者のお宅へ吉川貴司さんが訪問